# Phalacrus australis
Phalacrus australis is een keversoort uit de familie glanzende bloemkevers (Phalacridae). De wetenschappelijke naam van de soort werd in 1922 gepubliceerd door Juan Brèthes.